# Giulia Frasi

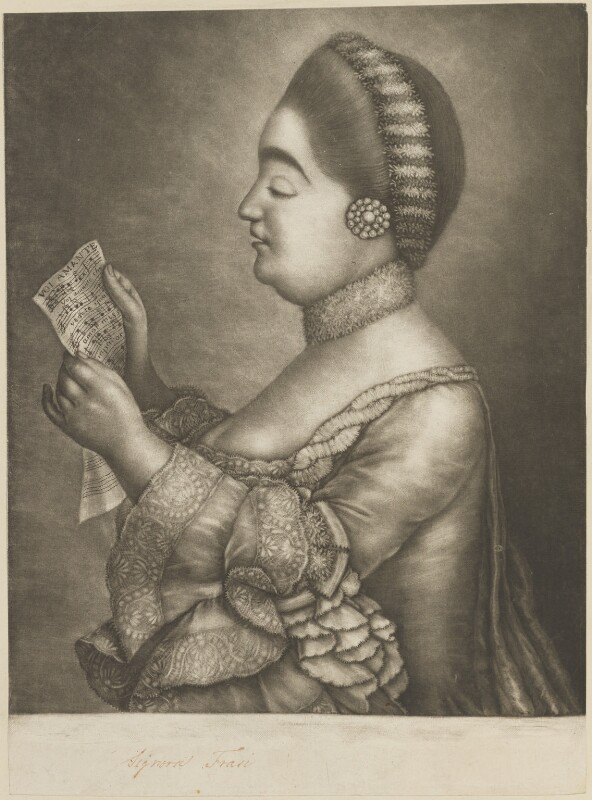
Giulia Frasi. Der Liedtext in ihrer Hand hat den Titel Voi amante che vedete

Giulia Frasi (* vor 1730 in Mailand; † 1772 in Calais) war eine italienische Opern- und Oratoriensängerin (Sopran), die in London an vielen Uraufführungen von Werken von Georg Friedrich Händel beteiligt war.

## Leben
Über ihre Herkunft ist kaum etwas bekannt. Sie hatte einen Bruder namens Giovanni, der 1795 in London starb und Schneider war.
Giulia Frasi war eine Schülerin von Giuseppe Ferdinando Brivio in Mailand und kam Ende 1742 nach London, wahrscheinlich im Gefolge von Brivio (ihr erster Auftritt war in dem Pasticcio Gianguir von Brivio und anderen im November 1742) und zusammen mit der mit ihr befreundeten Sängerin Caterina Galli. Sie trat zunächst vor allem im King’s Theatre im Haymarket auf, zunächst in Nebenrollen.  Sie sang 1746 den Riesen Briareus in der Uraufführung von La caduta de’ giganti von Christoph Willibald Gluck in London, eine Hosenrolle, und 1748 eine größere Rolle im Pasticcio Lucio Vero und in Opern von Johann Adolph Hasse und in von Croza in London etablierten komischen Opern. Wie Caterina Galli wurde sie dann Schülerin von Händel und sang in dessen Oratorien (zuerst 1749, sie trat aber schon 1743 in einer Nebenrolle in einer Händel-Oper auf) und Opern, so sang sie die Titelrollen in der Uraufführung der Oratorien Susanna (1749), Theodora (1750) und Jephtha (1752) und war die Primadonna von Händel bis zu dessen Tod 1759. Neben ihren technischen Qualitäten schätzte er auch ihre Ausdrucksstärke. Sie sang auch die Iole in Hercules (24. Februar 1749), in Solomon (17. März 1749) und in der Londoner Uraufführung des Messiah (23. März 1749) und dessen spätere regelmäßige Aufführungen im Findlingshospital. 1750 trat sie in La serva padrona von Giovanni Battista Pergolesi auf. 1751 sang sie in Belshazzar und Esther und unter anderem in der Ode for St. Cecilia’s Day 1755, Israel in Egypt 1756 und Judas Maccabaeus 1759. Händel Opern und Oratorien sang sie nicht nur in London, sondern auch in anderen englischen Städten. 1755 sprang sie in Andromaca von Niccolò Jommelli für die indisponierte Star-Sopranistin Regina Mingotti ein (wie schon zweimal in Riccimero in der vorhergehenden Saison), und feierte Erfolge in The fairies, einer Oper nach Shakespeares Sommernachtstraum (Libretto David Garrick) von John Christopher Smith (Johann Christoph Schmidt, 1712–1795), einem wie dieser aus Deutschland stammenden Händel-Vertrauten. Ihre Karriere setzte sich auch danach fort, ab 1764 wurden ihre Auftritte aber seltener. 1767 trat sie in Covent Garden in Esther auf und später im Jahr im Messiah. Zuletzt trat sie 1769 im King’s Theatre in Judas Maccabaeus auf und in Artaxerxes von Thomas Arne. 1770 trat sie noch einmal in einem Benefizkonzert von Judas Maccabaeus auf. In den letzten Jahren war sie (nach dem sie vorher sehr extravagant und verschwenderisch gelebt hatte) verarmt und sah sich gezwungen, vor Gläubigern nach Calais auszuweichen, wo sie starb.
1745 bis 1752 lebte sie in London in der Great Pultney Street und dann in der Gerard Street. 1743 bekam sie eine Tochter von Charles Churchill (um 1720 bis 1812), einem  Parlamentsmitglied der die Tochter von  Robert Walpole heiratete.
In England war sie auch Schülerin von Charles Burney, nach dem sie „jung und interessant von der Person her“ war und eine „süße, klare Stimme hatte und einen glatten und züchtigen Gesangsstil, der, obwohl kalt und ohne Leidenschaft, dem natürlichen Gehör gefällig war und den Angriffen der Kritiker entging“ („She was young and interesting in person, with a sweet, clear voice, and a smooth and chaste style of singing, which, though cold and unimpassioned, pleased natural ears, and escaped the censure of critics“). Sie hatte als Sängerin eine einwandfreie präzise Beherrschung des Englischen. Sie sang auch in vielen Benefizkonzerten.
Sie war nicht für Geduld und Neigung zum Üben bekannt; und als sie Händel verkündete, sie wolle nun Generalbass studieren, äußerte dieser nach Burney ironisch seine Überraschung („Oh vaat (what) may we not expect!“).